# Кисуца
Ки́суца (словац. Kysuca) — река в Словакии (Жилинский край), правый приток Вага. Длина реки составляет 66,3 км, а площадь водосборного бассейна — 1037 км². Высочайшая точка водораздела бассейна Кисуцы — 1326 метров над уровнем моря. Средний расход воды — 17,3 м³/с.
Протекает через города Турзовка, Чадца, Красно-над-Кисуцоу, Кисуцке-Нове-Место и Жилина. Главный приток — Бистрица.

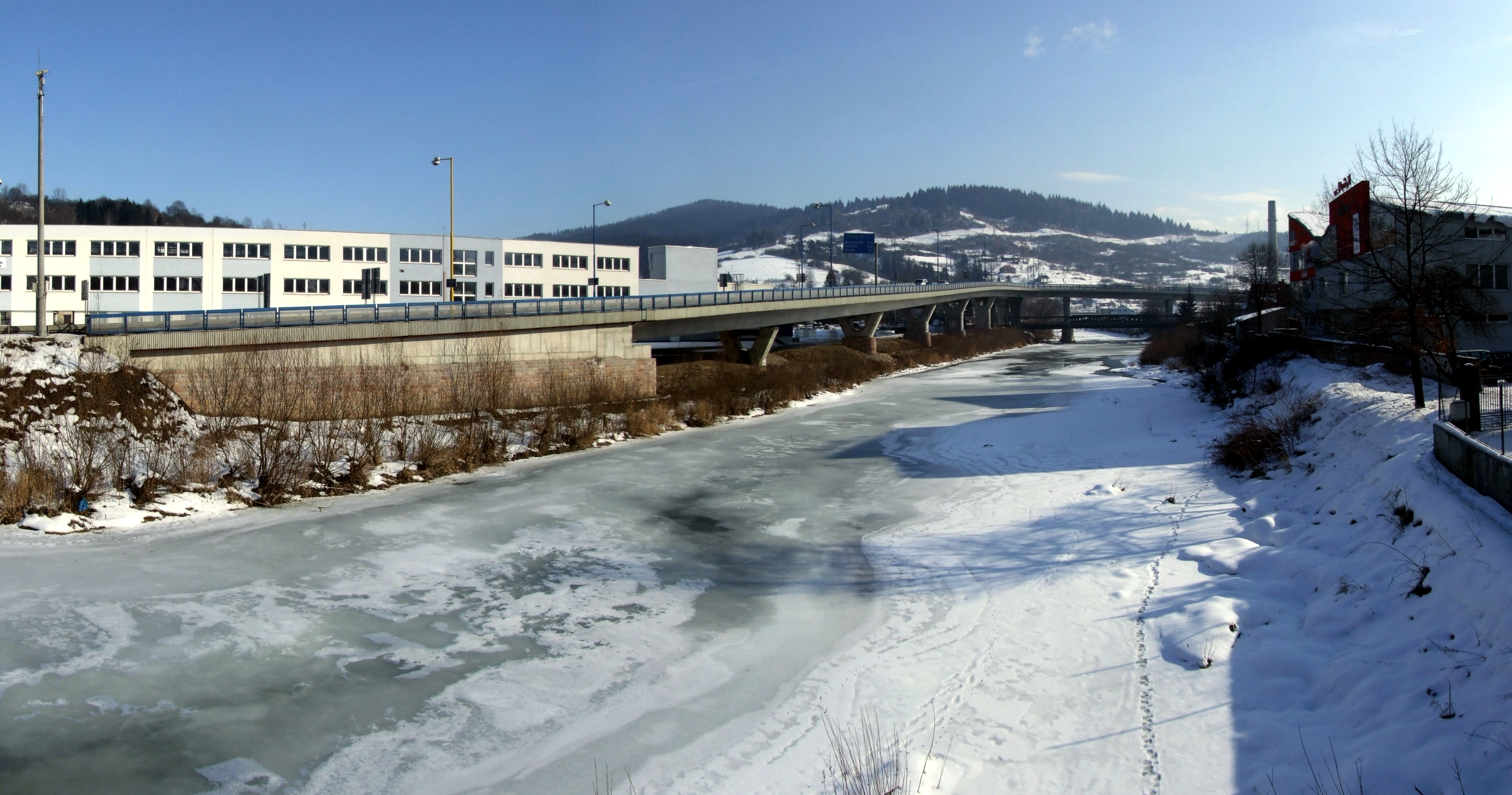
Река Кисуца зимой — Чадца

Берёт своё начало вблизи чешской границы и первую половину пути течёт на северо-восток. На этом участке с юга бассейн реки ограничивает горный массив Яворники, с севера — Турзовска-врховина. Затем река поворачивает на юг, оставляя Яворники с запада; к востоку здесь находятся Кисуцкие Бескиды и Кисуцка-врховина.